# Pomrčina (2010.)
Pomrčina ili Sumrak saga: Pomrčina (eng. Eclipse) je američki romantično - fantastični film snimljen 2010. godine. Film je napravljen prema knjizi spisateljice Stephenie Meyer te predstavlja nastavak filma Mladi mjesec, baziranog na drugoj knjizi. Redatelj je David Slade, glumačku postavu čine Kristen Stewart, Robert Pattinson, Taylor Lautner i Ashley Greene.

## Radnja
Bella nije spremna za brak s Edwardom. Edward ne želi Bellu pretvoriti u vampira da ne bi prekršio sporazum s vukodlacima i tako bi došlo do sukoba.Belle nije bilo doma. Viktorija je uzela iz Beline sobe crvenu bluzu, što će joj pomoći da nađe Bellin miris. Kad je Edward došao nanjušio je da je u njezinoj sobi bio neki vampir. Viktorija u Seatllu stvara vojsku vampira. Alice je vidjela viziju da bitka će početi. Edward je darovao Belli bakin prsten. Vampiri i vukodlaci su odlučili zaštititi Bellu tako da su stražarili oko njezine kuće. Cullenovi su otišli u lov, Bella i Edward su ostali sami u kući. Bella je željela voditi ljubav s njim, no Edward je odustao jer je to preopasno. Sutradan Vampiri i vukodlaci su viježbali za bitku. Jacob je Belu nosio do planine kako bi njegov vukodlački miris prekrio Bellin i tako vampiri ju ne bi pronašli. Na planini su postavili šator. Tamo je bio i Edward. Belli je bilo zima, pa ju je Jacob ugrijao njegovom toplinom. Bitka je počela. Jacob bi htio otići provjeriti dali ide sve po planu, no Bella ne želi da on pogine, kaže mu da ju poljubi. Edward je ljubomoran. Bella je rekla Edwardu da njega voli više. Cullenovi su pobijedili vojsku, a Edward je otkinuo Viktoriji glavu.

## Glumci

### Glavni glumci
- Kristen Stewart - Bella Swan
- Robert Pattinson - Edward Cullen
- Taylor Lautner - Jacob Black

### Ostali glumci
- Peter Facinelli - Carlisle Cullen
- Elizabeth Reaser - Esme Cullen
- Ashley Greene - Alice Cullen
- Kellan Lutz - Emmett Cullen
- Nikki Reed - Rosalie Hale
- Jackson Rathbone - Jasper Hale
- Billy Burke - Charlie Swan
- Bryce Dallas Howard - Victoria
- Dakota Fanning - Jane
- Cameron Bright - Alec
- Xavier Samuel - Riley Biers
- Jodelle Ferland - Bree Tanner
- Sarah Clarke - Renée Dwyer
- Anna Kendrick - Jessica Stanley
- Michael Welch - Mike Newton
- Catalina Sandino Moreno - Maria

## Pozadina

### Razvoj
Početkom studenog 2008., Summit je objavio da su stekli prava na preostale knjige iz serije Sumrak Stephenie Meyer: Mladi mjesec, Pomrčina i Praskozorje. U veljači 2009. Summit je potvrdio da će početi raditi na Sumrak saga: Pomrčina. Istoga dana objavljeno je da, budući da će redatelj Mladog mjeseca Chris Weitz biti u postprodukciji za Mladi mjesec kada će Eclipse započeti snimanje, neće režirati treći film. Umjesto toga, film bi vodio redatelj David Slade, a Melissa Rosenberg se vratila kao scenaristica. David Slade ušao je ravno u projekt, intervjuirajući članove glumačke ekipe pojedinačno između dva i tri puta kako bi razgovarali o likovima i radnji.

### Snimanje i postprodukcija
Glavno snimanje filma započelo je 17. kolovoza 2009. u Vancouver Film Studiju. Dana 29. kolovoza snimali su diplomiranje glumaca, na setu su bili Kristen Stewart, Billy Burke i drugi glavni glumci, snimajući scenu s diplomskim kapama i haljinama. 2. rujna Kristen Stewart i Robertom Pattinsonom snimali su na zvučnoj sceni za scene u Belllinoj kući. 17. rujna snimili su poljubac između Jacoba i Belle. Snimanje je završeno 29. listopada 2009., dok je postprodukcija započela krajem studenog.
U siječnju 2010. na internet je procurio rani scenarij filma. Scenarij je vjerojatno pripadao zvijezdi Jacksonu Rathboneu, jer je njegovo ime bilo ispisano na svakoj stranici.